# Aptychotrema timorensis
Aptychotrema timorensis е вид хрущялна риба от семейство Rhinobatidae. Видът е световно застрашен, със статут Уязвим.

## Разпространение и местообитание
Разпространен е в Австралия (Северна територия).
Среща се на дълбочина от 120 до 124 m, при температура на водата от 22,3 до 25,7 °C и соленост 35 – 35,1 ‰.

## Описание
На дължина достигат до 58,2 cm.